# Eutyfron
Eutyfron (Ευθύφρων) är en av Platons tidiga dialoger, vari formuleras Eutyfrons dilemma.
I dialogen diskuteras frågan om vad fromhet och gudaktighet innebär. Euthyfron föreslår ett antal definitioner av fromhet, som alla avvisas av Sokrates. En av dem är att fromhet är det som är kärt för gudarna. I kritiken av denna definition ställer Sokrates den fråga som kommit att kallas ”Euthyfrons dilemma”.
Sokrates ställer frågan om det fromma älskas av gudarna därför att det är fromt, eller om det är fromt för att det älskas av gudarna. Han hävdar att det är uppenbart att det fromma älskas därför att det är fromt, men att det inte är fromt därför att det älskas. Därför gäller också för gudarna att de älskar det fromma därför att det är fromt. 
Om det goda kommer från gudarna är det bara ett annat sätt att säga att allt som gudarna bestämmer är gott, och om gudarna väljer det goda för att det är gott så måste något annat än gudarna vara moralens källa. I så fall är det goda gott vare sig gudarna vill det eller inte. I det förra fallet är alltså moralen helt godtycklig och vilka grymheter som helst kan vara goda om gudarna bestämmer det, och i det senare fallet är det något annat än gudarna som gör att det goda är gott och det onda ont. 